# Сэмюэль Ваймс
Сэмюэль Ваймс (англ. Samuel Vimes) — персонаж Терри Пратчетта из цикла «Плоский мир».
Полное имя и титул (после присвоения рыцарского звания): Его светлость Герцог Анкский, командор Сэр Сэмюэль Ваймс. Шуточный титул, который, однако, ценят гномы: «Вытиратель классной доски»
Сэм Ваймс командует Городской стражей, стремительно развивающейся полицией самого большого города на Диске — Анк-Морпорка. Его взлёт от спившегося, отчаявшегося патрульного до уважаемого члена городской аристократии и параллельный расцвет Стражи под его командованием составляют одну из основных сюжетных линий серии книг о Плоском мире. Рождённый в нищете, Ваймс был посвящён в рыцари, а впоследствии стал герцогом. Ваймс женат на леди Сибилле Овнец (англ. Ramkin), самой богатой женщине Анк-Морпорка, и имеет сына Сэма-младшего.
По данным интервью, опубликованном в журнале «Мир фантастики», Сэм Ваймс — любимый герой автора.

## Предыстория
Сэм Ваймс родился на Кокбил-стрит («улице Петушиного клюва»), в Тенях, в самом бедном районе Анк-Морпорка. Вследствие крайней бедности преступность там практически отсутствовала.
Дедушку Сэма звали Гвильям, а его отца звали Томас. Мама говорила маленькому Сэму, что Томас попал под телегу, но, судя по всему, это была неправда. Как бы там ни было, она вырастила сына в одиночестве. В молодости Ваймс находился в банде «Ревущих Парней» с улицы Курноса. В то же время на соседней улице, Поддельносамогонной, состоял в банде «Грубые Парни» будущий дворецкий Ваймса — Вилликинс. В молодости (то есть в то время, когда они были в уличных подростковых бандах) они не встречались, потому как вышеназванные банды имели пакт о ненападении, чему Ваймс (спустя тридцать с лишним лет узнав об этом от своего дворецкого) был очень рад.
Похоже, что служба в страже у Ваймса в крови. Есть намёки на то, что отец Сэма был стражником, и что он является потомком знаменитого командора Стражи Не-Потерплю-Несправедливости Ваймса, обезглавившего последнего короля Анк-Морпорка. В последующие века семья Не-Потерплю-Несправедливости жила под сенью дурной славы, и Сэм часто ловил на себе подозрительные взгляды аристократов. Похоже на то, что Сэм унаследовал патологическую нетерпимость к монархам. Ваймса, как и его знаменитого предка, за глаза величают Старина Камнелиц (англ. Old Stoneface).
Когда Сэм пошёл в Стражу, ему ещё не исполнилось двадцати (примерно за 25 лет до начала событий, описанных в книге «Стража! Стража!» и за 30 лет до начала событий, описанных в книге «Ночная стража»). Вместе со своим отделением Сэм сыграл важную роль в восстании против обезумевшего правителя города, лорда Ветруна (англ. Lord Winder). В это же время он приобрёл необходимые навыки под началом у королевского сержанта Джона Киля. От него Ваймс перенял крайне циничный взгляд на мир и, как ни странно, непоколебимую веру в справедливость.
В текущем варианте истории Киль на самом деле является самим Сэмом, который вернулся на 30 лет назад в своё прошлое. Как объяснил ему Лю-Цзе в книге «Ночная стража», оба варианта прошлого истинны, и юный Сэм действительно обучался как у настоящего Джона Киля, так и у себя самого.

## Стража
В течение 25 лет службы в Страже Сэм дослужился до звания капитана Ночной стражи. К этому времени Ночная стража фактически перестала функционировать, в то время как Гильдия Воров стала процветать. Такое положение вещей больно било по естественному чувству справедливости Ваймса. Вкупе с его природным состоянием патологической трезвости («нурд» — в оригинале перевернутое слово «drunk») это привело его к тяжёлому алкоголизму, который поставил под угрозу его здоровье и жизнь.
Ситуация в корне изменилась с тех пор, как в городе появился Моркоу Железобетонссон (англ. Carrot Ironfoundersson). Этот человек вырос среди гномов и вступил в Ночную стражу, чтобы стать настоящим человеком. В это время Анк-Морпорк был атакован драконом, и стражники сыграли решающую роль в избавлении города от напасти. После этих событий Ночная стража получила в своё распоряжение новый штаб расположенный в районе Псевдополис Ярд (один из домов, принадлежащих будущей жене Ваймса, Леди Сибилле Овнец), поскольку предыдущий штаб был разрушен драконом.
После этих событий Стража под командованием Ваймса набрала дополнительный персонал в лице гнома, тролля и волка-оборотня. Слаженная работа новобранцев и ветеранов Стражи помогла предотвратить покушение на жизнь патриция, лорда Витинари, и Стража потихоньку начала занимать подобающее место в общественной жизни города.
Ваймс, который решил уволиться из Стражи после женитьбы на Леди Сибилле, получил чин командора стражи, который восстановили по этому случаю, что поставило под его командование как Ночную Стражу, так и Дневную. Кроме того он, к своему ужасу, был посвящён в рыцари.
Сэр Сэмюэль с большим энтузиазмом взялся за реструктуризацию Стражи. Новые Дома стражи были основаны в ключевых местах города. Кроме того, у Стражи появилась своя Академия и отдел криминалистической алхимии в лице стражника-гнома Шельмы Задранец. Реформа, проведённая Ваймсом, возымела должный успех и ко времени начала событий, описываемых в книге «Ночная Стража», во всех крупных городах Диска есть спрос на полицейских, служивших под началом у Ваймса. В своей всё расширяющейся роли дипломата, Ваймс находит удобным тот факт, что офицеры полиции от Сто-Лата до Орлеи привыкли отдавать ему честь, а кроме того они днём и ночью находятся в неофициальном контакте между собой.

## Характер
Характер Сэма Ваймса можно определить одним словом как «противоречивый». Несгибаемый идеалист, твёрдо верящий в справедливость и любящий свой город, Ваймс в то же время является законченным циником, чьё знание человеческой натуры постоянно напоминает ему, насколько его идеалы далеки от действительности. Можно видеть как стремление Ваймса поддерживать закон уравновешивается автократическим стилем правления патриция.
Будучи аристократом, он неодобрительно относится к крупным капиталам и социальному неравенству. Как отметил патриций, Ваймс отвергает авторитеты, несмотря на то, что он сам является авторитетом. Сэм считает себя «видистом» (эквивалент расиста на Диске), в то время как Стража под его командованием превратилась в одну из самых многовидовых организаций в городе. Он лучше многих оценивает возможности, заложенные в представителях разных видов, таких как гномы, тролли и даже вампиры, которых он, правда, все равно недолюбливает.
Самый же глубинный внутренний конфликт у Сэма — это пропасть между его положительной натурой (которую он сам называет «Стражник»), и той частью его характера, которую он называет «Зверь» — тёмный поток ярости в его душе, который, будучи выпущенным на волю, заставит Сэма уничтожить всех тех, кого он ненавидит. Талисманом, который позволяет Сэму не вершить правосудие по своим меркам, является его значок стражника. Символ власти и законопорядка позволяет Ваймсу (по крайней мере в своих глазах) не превращаться в преступника, которого он презирает. Этот внутренний конфликт подробно описан в книге «Шмяк!».
Несмотря на то, что по мнению городских интриганов, Ваймса легко одурачить, на самом деле он совсем не так прост, как кажется. Обладая интеллектом выше среднего, поистине ослиным упрямством, хорошей выносливостью и большим опытом, Ваймс строит свои идеалистические воззрения на очень конкретной основе. На протяжении книг серии, он предотвращает многочисленные покушения на свою жизнь со стороны Гильдии убийц, досконально выучив их жёсткий моральный кодекс. Обладая практически неограниченными средствами, Ваймс установил в поместье своей жены достаточно ловушек для того, чтобы убийцы, которые обязаны предоставить своему «клиенту» шанс, не могли приблизиться к нему даже на пятьдесят ярдов без того чтобы не попасться в какую-нибудь из них. Стоимость покушения на него по прейскуранту Гильдии растёт от книги к книге, и наконец в книге «Ночная стража» его официально вычеркивают из списков потенциальных клиентов. Возможно это произошло, потому что Гильдия решила, что городу Ваймс необходим, а может, потому что его слишком трудно убить. Ваймс собирается подать апелляцию против этого решения.
Примером повышенной выживаемости Сэма может служить его победа в «Игре» волков-оборотней в книге «Пятый элефант» — игре-преследовании, в которой человеку гарантировано поражение.
Один из полезных талантов Ваймса — способность вслепую ориентироваться в Анк-Морпорке — по ощущению мостовой под ногами. В последнее время, правда, ему труднее использовать этот талант, потому что его жена настаивает на том, чтобы Сэм носил качественную обувь (с более толстой подошвой).
Слишком полное понимание человеческой натуры вообще и жителей Анк-Морпорка в частности, привело к тому, что Ваймс часто уходил в запой. Сержант Колон говорил, что возможная причина этого в том, что Ваймс страдает патологической трезвостью и ему нужно выпить пару рюмок, только для того, чтобы протрезветь. Когда Ваймс не пил, он видел мир абсолютно объективно, без иллюзий, которыми люди обычно окружают себя, чтобы не страдать от кошмаров. Это ужасное состояние приводило Ваймса к попыткам сбалансировать его алкоголем, но он обычно промахивался и уходил в запой. Ваймс бросил пить после того, как он женился на Сибилле, и теперь вместо этого он курит вонючие сигары.

## Леди Сибилла
Сэм женился на Леди Сибилле Овнец в конце книги «К оружию! К оружию!», но как будет выглядеть его семейная жизнь, сразу стало ясно, когда на своей свадьбе он кинулся ловить бегущего убийцу. Леди Сибилла исключительно терпелива — на протяжении практически всей книги «Пятый элефант» она пытается сообщить своему всё более занятому мужу, что она беременна их первым ребёнком.
Беременность Сибиллы является неожиданным поворотом для читателя, так как Пратчетт описывает эту пару скорее как хороших друзей среднего возраста, чем как людей отдающихся страсти.
Ваймс безусловно очень любит свою жену. Когда он попадает в прошлое, в мир, который чужд ему, Монахи истории дают ему серебряный портсигар, который Сибилла купила ему, чтобы побудить его продолжать возложенную на него миссию.
Несмотря на вышесказанное, совершенно неочевидно, что Ваймс любит Сибиллу больше, чем он ненавидит преступность. Сибилла терпит эту двойную лояльность своего мужа, но в конце каждой книги про Стражу Сэм старается возместить Сибилле то время, которое он не мог провести с ней.
Можно предположить, что его чувства к жене крепнут и становятся глубже со временем.

## Сэр Сэмюэль Ваймс Герцог Анкский
Предотвращение Ваймсом бессмысленной войны против Клатча в книге «Патриот» послужило причиной возведения его в звание Герцога Анкского. Этот факт поставил Сэма в двусмысленное положение, так как он продолжает презирать правящую верхушку Анк-Морпорка, теперь уже являясь её частью. Ваймс предпочитает рассматривать свой титул как государственную должность. Будучи назначен послом в Убервальд он, к своему ужасу, узнал, что к нему следует обращаться «Ваша Светлость».
Роль Ваймса как Герцога Анкского, в основном, заключается в международной дипломатии, но иногда он всё-таки успевает поработать полицейским, именно тогда, когда Сэм собирался провести спокойный вечер в кругу семьи. Несмотря на то, что в его распоряжении находятся исключительно умелые подчинённые, включая капитана Моркоу и сержантов Ангву и Детрита, Ваймс затрудняется перекладывать ответственность на их плечи и его удручает тот факт, что командование Стражей не оставляет ему времени для уличного патрулирования. Поэтому он находит приятные стороны в ситуации, в которой он оказывается в книге «Ночная стража», когда он становится королевским сержантом в Анк-Морпорке времён своей юности, в не слишком эффективной, в меру коррумпированной и совершенно свободной от бюрократии Страже.

## Сэм-младший
Сэм-младший — старший и пока единственный сын сэра Сэмюэля. В книге «Шмяк!» ему четырнадцать месяцев. Так как леди Сибилла рожала впервые в довольно почтенном возрасте, Ваймсу пришлось обратиться к услугам доктора «Моховой» Лужайки (англ. Doctor «Mossy» Lawn) и заплатить ему внушительную сумму денег. На полученный гонорар Доктор Лужайка основал Бесплатный госпиталь имени Леди Сибиллы.
С рождением сына у Ваймса появилась новая цель в жизни — каждый день попадать домой ровно в шесть вечера, чтобы читать сыну книгу «Где моя корова?». Эта цель имеет высший приоритет перед борьбой с преступностью, раскрытием интриг и международными переговорами. Объясняет он это тем, что если он однажды не попадёт домой ровно в шесть по уважительной причине, то в другой раз это может произойти и по причине менее уважительной, и так по наклонной на пути к коррупции.
Несмотря на то, что Ваймс читает сыну книгу с большим увлечением, старательно имитируя голоса домашних животных, он постоянно задумывается (как вероятно задумываются многие городские жители), почему собственно книга предназначенная его сыну, который растёт в городе, наполнена описаниями животных, которых он не встречает в обычной жизни.
В книге «Дело табак» перед Ваймсом встаёт новая миссия — познакомить сына с жизнью в деревне.

## Экранизация
В 2011 году компания «Prime Focus» объявила о начале работ над проектом самостоятельного, оторванного от книг, детективного сериала о городской страже Анк-Морпорка и её выдающемся сотруднике Сэме Ваймсе. Для работы над сценарием сериала привлечены такие сценаристы, как Гэвин Скотт и Терри Джонс.

## Интересные факты
- В интервью, данном Нилу Гейману в 2011 году, Пратчетт упоминает, что в его кабинете стоят три шлема — подарки от полисменов-фанатов Сэма Ваймса[12].
- Сэмюэль Ваймс является одним из персонажей настольной игры «Плоский мир: Анк-Морпорк» (англ. Discworld: Ankh-Morpork)[13].